# Gino Sassetti
Gino Sassetti (Livorno, 11 maggio 1908 – Roma, 31 dicembre 1994) è stato un calciatore italiano, di ruolo attaccante.

## Carriera
Dopo un0annata al Palermo (con cui non scende mai in campo in partite ufficiali), nella stagione 1929-1930 segna 9 gol in 18 presenze con la maglia del Messina (che lo aveva prelevato dal Livorno) nel campionato di Prima Divisione, la terza serie dell'epoca, mentre nella stagione seguente gioca, sempre nella medesima categoria, con la maglia del Dopolavoro Portuale Livorno. Nella stagione 1931-1932 ha giocato nel Livorno, squadra della sua città natale, con cui ha messo a segno 3 gol in 8 presenze nel campionato di Serie B. A fine stagione è stato ceduto al Messina, con cui nella stagione 1932-1933 ha messo a segno 6 reti in 29 presenze nel campionato di Serie B 1932-1933; è rimasto nella società siciliana anche per la stagione 1933-1934, nella quale ha realizzato 5 gol nelle 11 partite giocate nella serie cadetta. L'anno seguente ha vestito la maglia del Pontedera, nel campionato di Prima Divisione; con la squadra granata segna un gol in 6 partite. Nella stagione 1938-1939 ha fatto parte della rosa del Siena, senza mai scendere in campo in partite ufficiali nel campionato di Serie B.
In carriera ha giocato complessivamente 48 partite in Serie B, nelle quali ha segnato 14 gol.